# چیت بریج (ویرجینیای غربی)
چیت بریج (به انگلیسی: Cheat Bridge) یک منطقهٔ مسکونی در ایالات متحده آمریکا است که در شهرستان رندولف، ویرجینیای غربی واقع شده‌است. چیت بریج ۱٬۰۸۵ متر بالاتر از سطح دریا واقع شده‌است.